# Roxana (Illinois)
Roxana es una villa ubicada en el condado de Madison en el estado estadounidense de Illinois. En el Censo de 2010 tenía una población de 1542 habitantes y una densidad poblacional de 80,87 personas por km².

## Geografía
Roxana se encuentra ubicada en las coordenadas 38°49′18″N 90°2′45″O / 38.82167, -90.04583. Según la Oficina del Censo de los Estados Unidos, Roxana tiene una superficie total de 19.07 km², de la cual 18.73 km² corresponden a tierra firme y (1.79%) 0.34 km² es agua.

## Demografía
Según el censo de 2010, había 1542 personas residiendo en Roxana. La densidad de población era de 80,87 hab./km². De los 1542 habitantes, Roxana estaba compuesto por el 97.86% blancos, el 0.65% eran afroamericanos, el 0.13% eran amerindios, el 0.39% eran asiáticos, el 0% eran isleños del Pacífico, el 0.26% eran de otras razas y el 0.71% pertenecían a dos o más razas. Del total de la población el 1.23% eran hispanos o latinos de cualquier raza.